# Codice ipaziano
Il codice ipaziano, noto anche come cronaca ipaziana, codice d'Ipazio o codice d'Ipatiev (in russo Ипатьевская летопись?, Ipat'evskaja letopis'; in ucraino Іпатіївський літопис?, Ipatiïvs'kyi litopys; in latino Codex Hypatianus), è una raccolta di tre cronache copiata intorno al 1420. Comprensivo della Cronaca degli anni passati, della Cronaca di Kiev e della Cronaca di Galizia e Volinia, costituisce una delle testimonianze letterarie più importanti sugli eventi storici verificatisi in Europa orientale nel Basso Medioevo.

## Analisi dell'opera
Ripartito in Cronaca degli anni passati (storia della Rus' di Kiev fino al 1110), Cronaca di Kiev (dal 1110 al 1200) e Cronaca di Galizia e Volinia (dal 1201 al 1292), il codice Ipaziano si è rilevato particolarmente funzionale per ricostruire le vicende storiche verificatesi nel sud della Rus' di Kiev e delle popolazioni dei territori che vivevano nelle odierne Moldavia e Ucraina dall'852, primo anno citato nell'opera, quando Hoskuld e Dyri partirono con un'armata alla volta di Bisanzio per assediarla e Oleg di Novgorod espugnò Kiev, fino al 1292. Vanno considerati anche sporadici riferimenti alla storia polacca e a quella del Granducato di Lituania. In totale si contano 307 fogli redatti intorno al 1425 da cinque copisti (secondo l'opinione del filologo Aleksej Šachmatov), probabilmente nella città di Pskov.

## Ritrovamento
Il codice fu ritrovato a Kiev nel 1617: una copia fu trascritta nel 1621 dai monaci del monastero delle Grotte di Kiev, mentre l'originale andò di nuovo perduto fino a quando lo storico russo Nikolaj Karamzin lo trovò per la seconda volta nel XVIII secolo presso la biblioteca del monastero Ipat'ev a Kostroma.
Il codice raccoglie il secondo più antico manoscritto della Cronaca degli anni passati, dopo il Codice laurenziano. Compilato intorno al 1420 (ma vi è chi propone datazioni anteriori), il manoscritto contiene molte informazioni tratte dalle cronache galiziane del XII e XIII secolo andate perdute. 
Dal 1810, il codice è conservato presso la Biblioteca nazionale russa di San Pietroburgo. Le cronache che lo compongono sono scritte in slavo ecclesiastico antico con molti slavismi delle lingue orientali.